# Kurt Wissemann
Kurt Wissemann (n. 20 martie 1893, Elberfeld, Regatul Prusiei, Imperiul German – d. 28 septembrie 1917, Westrozebeke⁠(d), Staden, Flandra, Belgia) a fost un pilot de luptă german din Primul Război Mondial, considerat un as al aviației prin cele cinci victorii aeriene obținute.

## Biografie
Născut la Elberfeld, Wissemann a absolvit Jastaschule 1  (Școala de piloți militari nr. 1), fiind repartizat cu gradul de locotenent în escadrila Jasta 3 la 28 mai 1917. Autoritățile militare germane au susținut că el a realizat 5 victorii aeriene în perioada iulie-septembrie 1917. Autoritățile militare germane au pretins că Wissemann ar fi doborât la 11 septembrie 1917 aeronava „Vieux Charles” pilotată de asul francez Georges Guynemer (una din cele cinci victorii ale lui Wissemann), dar această victorie este, însă, contestată din lipsă de dovezi. Aproximativ două săptămâni mai târziu, el însuși a fost doborât și ucis în luptă deasupra localității belgiene Westroosbeke, afirmându-se că pilotul francez de vânătoare René Fonck l-ar fi răzbunat pe Guynemer, dar rapoartele militare sugerează că ar fi fost doborât mai degrabă de căpitanul Reginald Hoidge sau de căpitanul Geoffrey Hilton Bowman din Escadrila 56 a Royal Flying Corps.

## Decorații
- Crucea de Fier cl. I
- Crucea de Fier cl. a II-a